# 醍醐冬基
醍醐 冬基（だいご ふゆもと）は、江戸時代前期から中期の公卿。醍醐家の祖となった。

## 生涯
一条昭良の次男として、慶安元年（1648年）に生まれる。延宝2年（1674年）に正五位下に叙任。延宝7年（1679年）に従三位左近衛中将となり公卿に列する。同年、従弟にあたる霊元天皇から「醍醐」の家名を下賜され、一条家から分家した。醍醐家は清華家の家格が認められ、江戸幕府の将軍徳川家綱からは300石の知行地と本院（後水尾法皇）附の旗本岡部正綱の屋敷が与えられた。
その後、権中納言・踏歌節会外弁・左衛門督・右兵衛督を経て、天和3年（1683年）に立太子した朝仁親王（東山天皇）の春宮権大夫となった。貞享元年（1684年）には権大納言兼務。貞享4年（1687年）、皇太子朝仁親王の即位に伴い春宮権大夫を辞する。元禄7年（1694年）には正二位へと昇る。元禄10年（1697年）に権大納言辞職。同年に薨去、享年50。
絵を良くしたとされるが、現存作品は『源氏物語画帖』（三井記念美術館蔵）など少数しか残っていない。

## 家族・親族
- 父：一条昭良（後陽成天皇の第九皇子）
- 母：西洞院時直の娘
- 妻：藪嗣孝の娘
  - 男子：徳大寺公全（1678-1720）
- 妻：不詳
  - 男子：醍醐冬熙（1679-1756）
  - 女子：綱姫（津軽信興正室）

## 系譜

### 醍醐家
醍醐家は、一条昭良の子である醍醐冬基を始祖とし、清華家の一つであった。

### 一条家
一条家は、九条道家の子である一条実経を始祖とし、摂家の一つであった。

### 皇室との関係
後陽成天皇の男系二世子孫（孫）である。後陽成天皇の第九皇子で一条家を継いだ一条昭良の子。